# メイベル・チャン
メイベル・チャン（張婉婷、Mabel Cheung、1950年11月17日－）は、香港の映画監督。

## 来歴
香港大学で英文学と心理学を専攻した後、イギリスのブリストル大学で演劇と文学を学んだ。香港に帰国後、1978年から1980年までRTHKで制作・監督を手がける。1980年から1983年まで映画を学ぶために、ニューヨーク大学へ留学。このときの米国での生活を基にしたのが、移民3部作といわれる『非法移民』『誰かがあなたを愛してる』『八両金』である。
監督デビュー作の『非法移民』で第5回香港電影金像奨の最優秀監督賞を、『誰かがあなたを愛してる』で第7回香港電影金像奨最優秀作品賞・脚本賞、第25回台湾金馬奨においては『七小福』で脚本賞を受賞している。

## 主な作品

### 監督
- 非法移民（1985年）
- 誰かがあなたを愛してる（1987年）
- 八両金（1989年）
- 宋家の三姉妹（1997年）
- 玻璃の城（1998年）
- 北京ロック（2000年）
- 失われた龍の系譜 トレース・オブ・ア・ドラゴン（2003年）
- 1:99 電影行動（2003年）
- 三城記（2015年）

### 製作・脚本
- 七小福（1989年）製作総指揮・脚本
- 恋のトラブルメイカー（1992年）脚本